# Kakamega skogsreservat
Kakamega skogsreservat är en statligt skogsvårdsområde i norra Kakamegaskogen i västra Kenya. Reservatet, som inrättades , skyddar en del av Kenyas enda kvarvarande regnskog – ett fragment av Guineo-Kongolesiska regnskogen som en gång täckte stora delar av centrala och östra Afrika.
Det 44 km² stora skogsreservatet bildades år 1985 och innefattar också en del av den intilliggande Kisereskogen. Tidigare skyddades en mindre del av området i ett par små naturreservat, först inrättade 1933.
Turister kan vandra till fots i skogsreservatet, som enklast nås med bil eller buss från Kisumu, eller med charterflyg till ett litet flygfält utanför skogen.
Inom skogsreservatet finns över 300 fågelarter, över 250 trädarter, 27 ormarter och över 400 fjärilsarter.